# Élisabeth-Dorothée de Hesse-Darmstadt
Élisabeth-Dorothée de Hesse-Darmstadt (* 24 avril 1676 à Darmstadt; † 9 septembre 1721 à Hombourg) est par mariage, landgravine de Hesse-Hombourg.

## Biographie
Élisabeth-Dorothée est la plus jeune fille du landgrave Louis VI de Hesse-Darmstadt (1630-1678) de son mariage avec Élisabeth de Saxe-Gotha (1640-1709), fille de Ernest Ier de Saxe-Gotha.
Elle épouse en février 1700 à Butzbach le landgrave Frédéric III de Hesse-Hombourg. Élisabeth-Dorothée maîtrise l'Allemand, le Français, le Latin, l'Italien et le Grec et traduit les “Pensées sur la mort” de Jean Puget en italien.
Élisabeth Dorothée est enterré dans la tombe des comtes à Hombourg.

## Descendants
Élisabeth Dorothée a dix enfants, huit sont morts dans l'enfance, deux ont atteint l'âge adulte:
- Frédérique Dorothée (1701-1704)
- Frédéric-Guillaume (1702-1703)
- Louise-Wilhelmine (1703-1704)
- Louis-Gruno (de) (1705-1745), marié en 1738 à la princesse Anastasia Trubezkaja (1700-1755) ;
- Jean-Charles (de) (1706-1728)
- Ernestine Louise (*/† 1707)
- Frédéric (*/† 1721)

## Sources
- Jean Ier de Gerning: La vallée de la Lahn et de la Main-Quartiers de Embs à Francfort, P. 156
- Philipp Dieffenbach: Histoire de Hesse... P. 231